# Franz-von-Zeiller-Moot-Court aus Zivilrecht
Der Franz-von-Zeiller-Moot-Court aus Zivilrecht (kurz Moot Court Zivilrecht) ist ein Wettbewerb für Studenten aller rechtswissenschaftlichen Fakultäten Österreichs, der seit 2003 jährlich ausgetragen wird. Der Moot Court ist nach dem österreichischen Juristen Franz von Zeiller benannt und von ELSA (European Law Students’ Association) mitbegründet. Dem Bundesfinale geht eine universitätsinterne Vorrunde voraus.
In dem Moot Court übernehmen Studenten in einem simulierten drittinstanzlichen Verfahren über einen zivilrechtlichen Fall die Rolle der Parteienvertreter. Auf Grundlage der Schriftsätze und Plädoyers entscheidet ein Senat über die Rechtsmittel und bestimmt unabhängig davon, die Mannschaft welcher Universität ihren Mandanten am besten vertreten hat. Der Senat besteht aus einem Hofrat des Obersten Gerichtshofs, einem Universitätsprofessor für Bürgerliches Recht und einem Rechtsanwalt.
Den Verfahren werden echte zweitinstanzliche Entscheidungen zugrunde gelegt, gegen die ein Rechtsmittel vor dem Obersten Gerichtshof erhoben worden ist. Die Entscheidung des echten Obersten Gerichtshofs erfolgt erst nach Abschluss des Moot Courts.